# NTDS (БИУС)
NTDS (от пълното на английски: Naval Tactical Data System) – бойна информационно-управляваща система (БИУС), разработена за американските ВМС и разпространена в другите видове въоръжени сили, в т.ч. и в страни от НАТО; също така о свързания с нея стандарт за визуализиране на информацията. Предшественик на обединените БИУС, такива като AEGIS и разпределените, като JTIDS. Разработена е от компанията UNIVAC, – подразделение на корпорацията Remington Rand (след това Sperry Rand).

## История
Преди компютризацията бойният информационен център (БИЦ) представлява помещение, където оперативната обстановка се показва главно ръчно. Основното средство за свръзка е гласовия телефон, основното средство за анализ и изчисляване е логаритмичната линийка, а за визуализиране – карта или планшет и молив. Данните от съществуващия още тогава радар също се пренасят ръчно на планшета.
С появата на достатъчно мощни и компактни за монтирането им на кораб компютри се появява възможността да се автоматизират много от функциите, и така да се изключат свързаните с работата на ръка грешки на оператора. Особено това влияе върху плътността и ускоряването на потока от бойна информация.
Разработката на NTDS започва през 1950-те години. Първоначално системата е предназначена за поставяне в БИЦ на надводния кораб. Първите образци постъпват на въоръжение във флота десетилетие по-късно. Главната ѝ функция е поддръжка на ПВО. Системата, обаче, позволява да се изобразяват мястото и елементите на движение не само на въздушните но и на надводните и подводни цели.
Ядрото на първите образци NTDS са процесорите от семейството на UNIVAC част от корпорацията Sperry Rand, от края на 1950-те години (на транзисторна база). Във флота те получават типовото обозначение AN/USQ-20. По-ранният AN/USQ-17, разработен от Сеймур Крей, преди неговото напускане на Sperry-Rand и преминаването му в компанията Control Data Corporation, не влиза серия.
Когато към NTDS по-късно се включват системите за свръзка от семейството на Link 16, тя получава възможност за обмен на информация (от датчици, или изработена от самата NTDS) с други подобни системи, а значи и с крайните потребители на информацията. Първите потребители са, разбира се, щабовете изработващи препоръките и командирите вземащи решенията. С времето в числото им влизат отделните системи оръжие. Тази схема заляга в основата на последващите БИУС, преди всичко AEGIS.
Модификация на NTDS започва да се поставя на подводници и самолетите за ДРЛО (AWACS). Към 1990-те години комбинацията NTDS/Link 16 поддържа обединено издирване, засичане, опознаване, класификация, разпределение и целеуказание за ПВО, ПКО и ПЛО, с връзка към разузнавателните и командни системи от другите типове.
Последващите БИУС, основани на NTDS, се развиват по пътя повишаване на интеграцията.

## Стандарта NTDS
За изобразяване на обстановката е разработена единна система от тактически обозначения, приета от тогава като стандарт в НАТО. В нея са заложени следните принципи:
- Обстановката и средата (водна, въздушна, дъно и суша) се изобразява на слоеве, т.е. групирана според природата на обектите или според интересите на потребителя. Слоевете могат да се изобразяват отделно, или да се наслагват в различни съчетания.
- Всеки тактически, т.е. представляващ интерес за потребителя, обект (цел) получава уникален идентификатор (на английски: track) – четиризначен номер, съхраняван към него през цялото време на „живота“ му в системата. Номера, като правило, се присвоява на серии: (0000 – 2999 собствени сили, 3000 – 5999 неизвестни и неутрални, 6000 – 9999 сили на противника)
- Мястото на целите се обозначава с точка, около която се изобразява символ, указващ типа, принадлежността и степента на заплаха от целта. Ако точното място е неизвестно, то може да се замени със сектор или зона на вероятното място; тогава символа се помества в тях.
- Своите сили се обозначават със син цвят, съюзниците (т.е. свои но неподконтролни) са оранжеви, силите на противника червени, неутралните зелени, неизвестните жълти. Допълнително, подвижните обекти се различават с фигурата на символа (виж таблицата). Ако цветовите обозначения са недостъпни, принадлежността се определя от фигурата на символа.
- Типа на символа зависи от обекта, но не от неговата принадлежност. Така например, затворените символи се присвояват на надводни цели, отворените отдолу на въздушни, отворените отгоре на подводни. Неподвижните цели имат особени символи.
- Курса и скоростта на подвижните цели могат да се изобразяват с част от права (на английски: vector), изходяща от символа. Направлението показва курса, дължината съответства на скоростта.

| Обект                          | Свои сили | Противник | Неизвестни | Неутрални |
| ------------------------------ | --------- | --------- | ---------- | --------- |
| Надводна цел                   |           |           |            |           |
| Въздушна цел (самолет)         |           |           |            |           |
| Въздушна цел (ракета)          |           |           |            |           |
| Въздушна цел (вертолет)        |           |           |            |           |
| Подводна цел (ПЛ)              |           |           |            |           |
| Подводна цел (торпедо)         |           |           |            |           |
| Надводна цел (човек зад борда) |           |           |            |           |
| Наземна цел                    |           |           |            |           |
| Авиобаза                       |           |           |            |           |
| ВМБ (Порт)                     |           |           |            |           |

Последващите модификации на стандарта предлагат по-голямо разнообразие от символи (например, с пунктир – предполагаемо опознати) или с цветове (например виолетов – за предполагаемо неутрални цели, сив за незначещите нищо: на английски: no factor). Освен това, съществуват предложения за модификация на цялата система от обозначения за по-добра четимост, които по замисъла им трябва да облекчат работата на операторите. Обаче те не получават повсеместно внедряване, и не са въведени в стандарта.